# Max (revistă)
Max este o revistă lunară germană din Hamburg, din aul 2004 ea a intrat în posesia concernului german de presă Hubert Burda. Prima ediție a revistei a apărut în anul 1991, ea a avut un tiraj de 220.333 de exemplare, număr care în ultimul timp a scăzut la 19.958 și respectiv la 13.534 exemplare. 